# Hermann Samuel Reimarus
Hermann Samuel Reimarus (født 22. december 1694 i Hamborg, død 1. marts 1768 i Hamborg) var en tysk orientalist, filosof og skribent. Han var en fremtrædende repræsentant for oplysningstiden, en fortaler for deismen og tanken om en naturlig religion, der modsat en åbenbaret religion beror på fornuften.
Med dette udgangspunkt søgte han at begrunde tesen om den fundamentale forskel mellem den historiske Jesus, der så sig selv som en fornyer af jødedommen og som en jødisk verdslig Messias - og den kristne menigheds Kristus, der var en åndelig frelser.
Denne tese fik stor betydning for teologiens videre udvikling. Den var det første vigtige skridt i Jesu-liv-forskningen og det første skridt i udviklingen af den historisk-kritiske metode i Bibelfortolkningen (eksegesen).

## Liv
Reimarus studerede teologi, filosofi og orientalske sprog i Jena fra 1714, og fra 1716 i Wittenberg, hvor han i 1722 blev privatdocent ved universitetet. I 1723 blev han skoleleder i Wismar i Mecklenburg, og i 1727 blev han professor i orientalske sprog ved det akademiske gymnasium i Hamburg.
Reimarus havde overkommelige pligter som professor, og han brugte sin megen fritid til studier i filologi, teologi, filosofi og naturvidenskab. Hans bolig var samlingssted for dele af den intellektuelle elite i Hamborg, hvor der endnu findes ”Det patriotiske selskabs hus”, hvor nogle af de foreninger, han var med til at danne, stadig har til huse.
Reimarus var overbevist om, at de bibelske skrifters indhold stred mod den fornuft og moral, som den naturlige religion kræver. Men denne overbevisning holdt han for sig selv. I 32 år (fra 1736 til 1768) havde han i al stilhed arbejdet med at afklare sine tanker om den bibelske historie og de bibelske skrifter. Resultatet blev et værk, som han kaldte Apologi eller forsvarsskrift for de fornuftige tilbedere af Gud (Apologie oder Schutzschrift für die vernünftigen Verehrer Gottes). Heri underkastede han Bibelen en skarp kritik - både fra et historisk, et naturvidenskabeligt og et moralsk synspunkt.
Han turde ikke udgive værket i sin levetid, fordi han frygtede for sin borgerlige eksistens. Han var klar over, at datidens generation endnu ikke var klar til hans bibelkritik, som vendte sig mod biblicisme og luthersk ortodoksi, og som i sidste ende indeholdt en grundlæggende benægtelse af åbenbaringens kristne karakter.
Rørende er den grund, som han angav for at han ikke ville offentliggøre sit værk: Han frygtede, at ortodokse fanatikere skulle berøve ham hans hustrus og børns kærlighed - eller vække en forfølgelse, der kunne gå ud over dem. I værket siger han: "De herrer præster må forstå, at en ærlig mand volder sit sind en ikke ringe pine, når han hele sit liv igennem må forstille sig." 
Ingen anede, hvad Hamborgprofessoren, der så smukt havde ført beviser for Gud og udødelighed, havde liggende i sin skuffe. Skriftet var ikke beregnet til offentliggørelse, men blot tænkt som grundlag for diskussion mellem venner. Den 1. marts 1768 døde Reimarus i Hamborg - uden at have offentliggjort det.
Efter hans død fik Gotthold Ephraim Lessing adgang til manuskriptet gennem Reimarus´ familie. Lessing havde fra 1770 været leder af et bibliotek i Wolfenbüttel. I årene 1774-1778 udgav han brudstykker af værket. For at skjule forfatterens identitet erklærede han, at der var tale om et skrift, der var fundet på biblioteket i Wolfenbüttel (ikke i en skuffe i Hamborg), og han udgav brudstykkerne under navnet Fragmenter af en ubekendt fra Wolfenbüttel (ikke Hamborg) (Fragmente eines Wolfenbüttelschen Unbekannten).
Reimarus' manuskript befinder sig i dag på et bibliotek i Hamborg. I 1814 blev der lavet en kopi til universitetsbiblioteket i Göttingen, og det blev kendt som et samlet værk med Reimarus som forfatter. Først da kom der altså klarhed over forfatterens identitet. Ud over de syv fragmenter, der blev offentliggjort af Lessing, blev en anden del af værket udgivet i 1787 af pseudonymet C. A. E. Schmidt med titlen Übrige noch ungedruckte Werke des Wolfenbüttelschen Fragmentisten. En yderligere del af værket blev udgivet af D. W. Klose i C. W. Niedners Zeitschrift für historische Theologie (1850-1852).
Lessings udgivelser gav anledning til den såkaldte ”fragmentstrid” (der Fragmentenstreit), hvor Lessing som udgiver ikke kunne undgå at blive inddraget, skønt han ikke delte alle Reimarus' synspunkter. Hans hovedmodstander i denne strid var Hamborgpræsten Johann Melchior Goeze.
Fragmentstriden var Lessings polemik mod den lutherske ortodoksi. Det begyndte nu at blive tydeligt, at det var muligt at stille kritiske spørgsmål vedrørende Bibelen. Den stilling, som Reimarus og Lessing havde taget, fik indflydelse på teologiens videre udvikling, for eksempel udviklingen af den historisk-kritiske metode i Bibelfortolkningen (eksegesen).

## Den naturlige religion
Reimarus var en ivrig fortaler for en naturlig religion, idet han vendte sig mod både ateismen og den kristne ortodoksi. Han forstod ”naturlig religion” som en religion, der bygger på menneskets fornuft, og som er i overensstemmelse med denne.
Han var overbevist om, at der er en hensigtsmæssighed i naturen. Denne hensigtsmæssighed (som blandt andet ligger i dyrenes drifter, som han forfattede et banebrydende skrift om) tyder på, at verden er skabt af en vís og god Gud. Han var også overbevist om, at der i et andet liv er sørget bedre og varigere for den menneskelige lyksalighed, end det kan gøres i det nuværende liv.
I sit værk Den naturlige religions betydeligste sandheder (1754) sagde han:
"Om den, der har en levende erkendelse af Gud, siger man med god grund, at han har en ’religion’; og for så vidt som denne erkendelse kan opnås ved fornuftens naturlige kraft, kalder man den en naturlig religion; altså den pågældende har en ’naturlig religion’ ” 
Ifølge Reimarus er den naturlige religion tilstrækkelig. Det naturlige menneske er i stand til at fatte Guds Ånd. En åbenbaring - altså en overnaturlig handling fra Guds side - er derfor overflødig. En åbenbaring er tilmed fysisk og moralsk umulig. Gud kan ikke ved mirakler gøre brud på sit eget værk. Det vil desuden stride mod Guds retfærdighed at begunstige nogle frem for andre, at manifestere en overnaturlig åbenbaring for nogle, men ikke for andre.
Der findes ingen åbenbaret religion, som det naturlige menneske kan tro uden tvivl. At Gud konstant skulle udføre overnaturlige mirakler ville ikke svare til hans natur. Ellers ville han ikke have udstyret folk med midler til naturlig viden, som for eksempel øjnene.
Reimarus mente, at denne naturlige religion er en forudsætning for kristendommen: "Kristendommen forudsætter ikke alene den naturlige religions sandheder, om Guds eksistens, egenskaber, skabelse, forsyn, hensigt og love, om sjælens åndelige væsen, natur og udødelighed, osv. Men den lægger dem også til grund, og fletter dem ind i dens hemmeligheders lærebygning. … For hvordan kan en mand med god grund tro, at åbenbaringen kommer fra Gud, hvis han ikke allerede er overbevist om, at der findes en Gud? Hvordan kan han elske, ære og villigt adlyde hans bud, hvis han ikke erkender hans fuldkommenheder, forsyn og hensigter? Hvordan kan han forvente en salighed, og håbe på en belønning, hvis han har ladet sig overtale til, at han ikke har en sjæl, eller at det hele menneske blot er en forgængelig maskine?"  Som eksempel fremførte Reimarus, at troen på sjælens udødelighed er udbredt blandt alle folk.
Han kritiserede, at prædikanterne ønskede at tvinge folk til blindt at acceptere en religion allerede i barndommen, og "skåne" dem for en rimelig indsigt indtil en mere moden alder. Fornuften præsenteredes af disse prædikanter som en "svag, blind, korrupt og forførende vejleder", der ikke hjælper mennesker til at blive salige.
Allermest strider læren om den evige straf i helvede mod de sande forestillinger om Gud. Det var dette punkt, der først havde vakt Reimarus´ forargelse. Han kritiserede prædikanternes forkyndelse over for børn - som har en begrænset forståelse - med et bedrag som helvedes rædsel.
Gud kan ikke have gjort vejen til saligheden afhængig af, om man forstår en bestemt åbenbaring, fremførte han. For eksempel døde halvdelen af de nyfødte børn i de store byer, inden de var fire år. Kun en tredjedel af børnene nåede en alder af ti, med hvilken uafhængig tænkning begynder.

## Bibelkritik
Reimarus´ Bibelkritik kom først og fremmest til orde i Apologi eller forsvarsskrift for de fornuftige tilbedere af Gud. Her undersøgte han Bibelen køligt og rationelt. Han var den første, der systematisk læste Bibelen på den måde. Han inddrog historie og naturvidenskab i sin argumentation, og han lod sig ikke påvirke af de kristne dogmer.
Reimarus tvivlede stærkt på sandheden af miraklerne og åbenbaringens guddommelighed. Et mirakel som israelitternes passage gennem det røde hav undersøgte han omhyggeligt for dets sandsynlighed med hensyn til geografi og historie. Især tvivlede han på troværdigheden af opstandelseshistoriens modstridende traditioner, som han ligeledes undersøgte omhyggeligt. Han opregnede for eksempel ti modsigelser i evangeliernes opstandelsesberetninger. De forskellige fortællinger om opstandelsen modsiger hinanden med hensyn til personer, tid, sted, måde, hensigt, taler og historier, fremførte han. Hans undersøgelser og analyser førte ham til den konklusion, "at beviset fra Skriften for Jesu opstandelse foran fornuftens dommersæde ikke kan eksistere i evigheden."
Reimarus' Bibelkritik blev udgangspunkt for Jesu-liv-forskningen, og den gav betydelige impulser til det historisk-kritiske arbejde med Skrifterne i Det Gamle og Det Nye Testamente (den historisk-kritiske metode).
Reimarus hævdede, at Jesus i virkeligheden opfattede sig selv som en jødisk Messias, og at han havde haft et andet mål end Paulus og de senere kristne. Jesus´ program og formål var ifølge Reimarus at befri det jødiske folk fra det romerske overherredømme og at genrejse et frit og uafhængigt jødisk messiansk kongerige. Til dette program fik han stor tilslutning. Men i Jerusalem indtraf der en katastrofe, da han blev arresteret og korsfæstet, og hans messianske projekt led skibbrud. Reimarus henviser blandt andet til Lukasevangeliet, 24,21: ”Og vi havde håbet, at det var ham, der skulle forløse Israel.”
Jesu tilhængere vendte imidlertid nederlaget til et fundament for en ny religion. I modstrid med Jesu oprindelige projekt skabte de myten om Jesu død og opstandelse som grundlaget for en åndelig frelse for alle mennesker. De stjal Jesus´ legeme fra graven og forkyndte, at han var opstået fra de døde. Dermed ændrede de på afgørende punkter Jesus´ program. I stedet for en jødisk messiansk befrielse satte de Jesu lidelse, død og opstandelse som de handlinger, der var grundlaget for en åndelig "frelse" for alle mennesker. Dermed skabte de fundamentet for en ny religion, der vel at mærke overskred de jødiske grænser og snart – universelt – henvendte sig til mennesker fra alle etniske grupper og folkeslag.
Efter Reimarus' opfattelse tog Jesus altså fejl: Han var ikke den jødiske Messias. Men hans tilhængere vendte dette nederlag til et fundament for en ny religion. I modstrid med Jesus´ oprindelige projekt skabte de myten om Jesu død og opstandelse som grundlaget for en åndelig frelse for alle mennesker
I opstandelseshistoriens lave troværdighed ser Reimarus en bekræftelse af, at Jesus forstod sig selv som en sekulær befrier af Israel og en fornyer af den jødiske religion. Den frelse, som Jesus lovede, gjaldt kun for jøderne. Den blev forstået som en verdslig frelse fra verdslig trældom gennem Messias' mægtige gerninger. Jesus´ hensigt var at etablere et verdsligt rige og befri Israel - også med opildnende foranstaltninger såsom at sprede uro i templet, komme ind i Jerusalem og mobilisere masserne i påsken.
Kort før sin død kom han imidlertid alvorligt i tvivl om sin succes. Først da den verdslige frelse ikke blev til noget, skabte apostlene og evangelisterne læren om hele menneskehedens lidende åndelige frelser, altså kernen i den kristne religion. Men Jesus´ religion var ikke den samme som de kristnes religion, sagde Reimarus.
Som historiker havde Reimarus et klart blik for, at hovedindholdet af urkristendommens tro var den levende forventning om, at Jesus snart ville komme igen til jorden med en opfyldelse af de messianske forventninger. Men han mente, at apostlene, da forventningerne ikke opfyldtes, på bedragerisk måde trøstede deres tilhængere med udsigten til en senere åbenbaring.
Ifølge Reimarus fjernede apostlene de elementer i Det Nye Testamente, der ikke passede ind i denne fortælling (undtagen nogle rester, som de glemte at fjerne). Samtidig tilføjede de andre elementer, der ikke viste Jesus´ oprindelige hensigter.

## Betydning
Tråden fra Reimarus´ opfattelse af Jesus blev taget op af David Friedrich Strauss (1808-1874), der vakte stor opsigt med sit skrift i to store bind fra 1835-1836 Das Leben Jesu, kritisch bearbeitet. Heri hævdede han, at evangeliernes, især Johannesevangeliets, fremstilling af Jesus' liv var "mytologisk" snarere end historisk.
Alle senere videnskabelige fortolkninger af kristendommens oprindelse bygger på Reimarus' tanker. Det gælder for eksempel de talrige formuleringer af ideen om, at der er en modsætning mellem Jesus og Paulus.
Senere teologer som Martin Kähler (1835–1912) og Rudolf Bultmann (1884–1976) uddybede disse ideer, idet de videreudviklede distinktionen mellem den historiske person Jesus fra Nazaret og troens Kristus-skikkelse. Reimarus fik således en historisk betydning som igangsætteren af Jesu-liv-forskningen og den historisk-kritiske metode.

## Værker
- De vita et scriptis Joannis Alberti Fabricii commentarius (1737)
- Die vornehmsten Wahrheiten der natürlichen Religion (1754)
- Die Vernunftlehre, als eine Anweisung zum richtigen Gebrauch der Vernunft in der Erkenntnis der Wahrheit (1756)
- Allgemeine Betrachtungen über die Triebe der Tiere (1760)
- Auszüge aus der Schrift im Hamburgischen Magazin 25 (1761))
- Apologie oder Schutzschrift für die vernünftigen Verehrer Gottes (1736-68)